# Erythroxylum laurifolium
Espèce
Erythroxylum laurifolium est une espèce de la famille des Erythroxylaceae. Elle a été décrite en premier par Jean-Baptiste de Lamarck,. Il s'agit d'un arbuste ou d'un arbre dont l'aire de répartition naturelle est l'île Maurice et la Réunion où elle est endémique.

## Systématique
Le nom correct complet (avec auteur) de ce taxon est Erythroxylum laurifolium Lam..
Ce taxon porte en français les noms vernaculaires ou normalisés suivants : Érythroxyle à feuilles de laurier, Bois de rongue, Bois de ronde,.
Erythroxylum laurifolium a pour synonymes :
- Roelana laurifolia (Lam.) Comm.
- Roelana laurifolia (Lam.) Comm. ex DC.